# (1273) Helma
(1273) Helma – planetoida z pasa głównego asteroid okrążająca Słońce w ciągu 3 lat i 258 dni w średniej odległości 2,39 au. Została odkryta 8 sierpnia 1932 roku w Landessternwarte Heidelberg-Königstuhl w Heidelbergu przez Karla Reinmutha. Nazwa planetoidy pochodzi od imienia znajomej Wernera Schaubego, niemieckiego astronoma. Przed nadaniem nazwy planetoida nosiła oznaczenie tymczasowe (1273) 1932 PF.